# Râul Roșu, Sirca
Râul Roșu este un curs de apă, afluent al râului Sirca. 

## Hărți
- Harta Munților Vlădeasa